# Macé
Macé és un municipi francès situat al departament de l'Orne i a la regió de Normandia. L'any 2007 tenia 494 habitants.

## Demografia

### Població
El 2007 la població de fet de Macé era de 494 persones. Hi havia 176 famílies de les quals 36 eren unipersonals (8 homes vivint sols i 28 dones vivint soles), 68 parelles sense fills, 60 parelles amb fills i 12 famílies monoparentals amb fills.
La població ha evolucionat segons el següent gràfic:
Habitants censats

### Habitatges
El 2007 hi havia 217 habitatges, 185 eren l'habitatge principal de la família, 21 eren segones residències i 11 estaven desocupats. 212 eren cases i 4 eren apartaments. Dels 185 habitatges principals, 148 estaven ocupats pels seus propietaris, 32 estaven llogats i ocupats pels llogaters i 5 estaven cedits a títol gratuït; 1 tenia una cambra, 5 en tenien dues, 36 en tenien tres, 46 en tenien quatre i 97 en tenien cinc o més. 126 habitatges disposaven pel capbaix d'una plaça de pàrquing. A 95 habitatges hi havia un automòbil i a 75 n'hi havia dos o més.

### Piràmide de població
La piràmide de població per edats i sexe el 2009 era:
| Homes | Edats   | Dones |
| ----- | ------- | ----- |
| 0     | 95 o +  | 1     |
| 2     | 90 a 94 | 0     |
| 1     | 85 a 89 | 3     |
| 4     | 80 a 84 | 2     |
| 14    | 75 a 79 | 8     |
| 16    | 70 a 74 | 12    |
| 10    | 65 a 69 | 19    |
| 15    | 60 a 64 | 10    |
| 9     | 55 a 59 | 9     |
| 12    | 50 a 54 | 16    |
| 11    | 45 a 49 | 9     |
| 14    | 40 a 44 | 13    |
| 16    | 35 a 39 | 19    |
| 23    | 30 a 34 | 24    |
| 15    | 25 a 29 | 14    |
| 9     | 20 a 24 | 9     |
| 14    | 15 a 19 | 22    |
| 16    | 10 a 14 | 23    |
| 16    | 5 a 9   | 16    |
| 16    | 0 a 4   | 18    |

## Economia
El 2007 la població en edat de treballar era de 281 persones, 209 eren actives i 72 eren inactives. De les 209 persones actives 187 estaven ocupades (104 homes i 83 dones) i 22 estaven aturades (9 homes i 13 dones). De les 72 persones inactives 15 estaven jubilades, 34 estaven estudiant i 23 estaven classificades com a «altres inactius».

### Ingressos
El 2009 a Macé hi havia 181 unitats fiscals que integraven 487 persones, la mediana anual d'ingressos fiscals per persona era de 15.308 €.

### Activitats econòmiques
Dels 10 establiments que hi havia el 2007, 5 eren d'empreses de construcció, 1 d'una empresa d'hostatgeria i restauració, 1 d'una empresa immobiliària, 2 d'empreses de serveis i 1 d'una empresa classificada com a «altres activitats de serveis».
Dels 6 establiments de servei als particulars que hi havia el 2009, 1 era un paleta, 2 guixaires pintors, 1 fusteria, 1 lampisteria i 1 agència immobiliària.
L'any 2000 a Macé hi havia 25 explotacions agrícoles que ocupaven un total de 1.712 hectàrees.

## Equipaments sanitaris i escolars
El 2009 hi havia una escola elemental integrada dins d'un grup escolar amb les comunes properes formant una escola dispersa.

## Poblacions més properes
El següent diagrama mostra les poblacions més properes.